# Cristian Odin
Cristian Lennart Elvis Odin, född 18 februari 1964 i Göteborg, är en svensk musiker. Han är mest känd som basist, en av fyra låtskrivare i gruppen Attentat och som basist i Troublemakers.

## Biografi
Odin såg Attentat som 14-åring vid bandets debutspelning på Sprängkullsfestivalen i november 1978. Han blev medlem 15 år gammal i bandet efter att Martin Fabian slutat under våren 1979. Han utvecklade snart en punkig stil med ett rakt, effektivt rytmiskt spelsätt inspirerat av Ramones. 
Odin medverkar på Attentats samtliga inspelningar efter debutsingeln ”Ge fan i mig”. Efter att Attentat slutade 1986 har Odin spelat med band som Psychotic Youth, Alias Smith & Jones och Troublemakers. Med de sistnämnda turnerade och spelade han in skivor parallellt med engagemanget i Attentat. Förutom eget soloprojekt spelar han också med Outsiders (Ramones på svenska)
Odin arbetar som producent och inspelningstekniker i Punkrock Studios GBG.      Han öppnade under våren 2015 Crippas café i Majorna, Göteborg.